# Pseudotorymus ephedrae
Pseudotorymus ephedrae är en stekelart som beskrevs av T.C. Narendran och Prabha Sharma 2006. Pseudotorymus ephedrae ingår i släktet Pseudotorymus och familjen gallglanssteklar. Inga underarter finns listade i Catalogue of Life.